# Carica weberbaueri
Carica weberbaueri là một loài thực vật có hoa trong họ Caricaceae. Loài này được Harms mô tả khoa học đầu tiên năm 1922.